# Wifi Society
Wifi Society (thailandese: ไวไฟ โซไซตี้) è una serie televisiva thailandese prodotta da GMMTV e trasmessa su One HD nel 2015 in 30 episodi. Concepita in formato antologico, ha dunque scenari e personaggi diversi per ogni puntata (ad eccezione di alcuni doppi episodi). È stata resa disponibile anche su YouTube.

## Episodi
| Stagione       | Episodi | Prima TV |
| -------------- | ------- | -------- |
| Prima stagione | 30      | 2015     |